# Elemento irreducible
En matemáticas, y más especialmente en teoría de anillos, una no-unidad en un dominio de integridad se dice que es irreducible si esta no puede ser expresada como producto de dos no unidades. Equivalentemente, una no-unidad x es irreducible si x ≠ 0 y todo divisor d de x es un asociado de 1 o de x. Nótese que esta es la definición usual de número primo.
Todo elemento primo es irreducible. El recíproco es verdadero también para dominios de factorización única. 
Un ideal generado por un elemento primo es un ideal primo. Sin embargo, no es cierto en general que un ideal generado por un elemento irreducible sea un ideal irreducible. Este es el caso en que A es un dominio MCD (en particular un DFU).

## Definición
Sea {\displaystyle R} un dominio de integridad y {\displaystyle U(R)} el conjunto de los elementos invertibles de {\displaystyle R}. Se dice que {\displaystyle p\in R}, siendo {\displaystyle p\neq 0} y {\displaystyle p\notin U(R)} es un elemento irreducible en {\displaystyle R} si cuando ocurre que {\displaystyle p=q\cdot r} (con {\displaystyle q,r\in R}) entonces también ha de ocurrir que {\displaystyle q\in U(R)} o que {\displaystyle r\in U(R)}.

## Ejemplos
Los siguientes ejemplos muestran elementos irreducibles:
- Polinomios irreducibles.
- En el anillo de enteros cuadráticos {\displaystyle \mathbf {Z} [{\sqrt {-5}}]}, el número 3 es irreducible pero no es primo puesto que 9 puede ser escrito como {\displaystyle \left(2+{\sqrt {-5}}\right)\left(2-{\sqrt {-5}}\right)} y {\displaystyle 3} divide a {\displaystyle 9} mas no a ninguno de estos factores.